# Giovanni Sommaripa
Giovanni Sommaripa, mort en 1468, est seigneur de l’île d'Andros à partir de 1466 et jusqu’à sa mort lors d'une bataille contre les Ottomans en 1468,. Il est fils de Domenico Sommaripa. Il fut remplacé  par son frère, Crusino II Sommaripa.